# Червена Рус
Червена Рус (Червена Рутения, Галиция) (на полски: Ruś Czerwona; на украински: Червона Русь; на руски: Червоная Русь; на латински: Ruthenia Rubra, Russia Rubra) е историческа област в Западна Украйна и Югоизточна Полша. Столица е град Лвов.

## География
Червена Рус обхваща Лвовска, Ивано-Франкивска и Тернополска области в Украйна, както и източните части на полските войводства Подкарпатско и Люблинско.

- Местоположение на Червена Рус
- Червена Рус (Russia)

## Граници
Областта граничи с Малополша на запад, с Волиния и Подлясия на север, с Подолие на изток и с Буковина и Карпатска Рус (Закарпатия) на юг.

## Градове
- Лвов, Украйна
- Тернопол, Украйна
- Ивано-Франкивск, Украйна
- Жешов, Полша
- Дрогобич, Украйна
- Хелм, Полша
- Пшемишъл, Полша
- Замошч, Полша
- Калуш, Украйна
- Коломия, Украйна
- Стрий, Украйна
- Кросно, Полша
- Галич, Украйна

## Галерия
- Лвов
- Тернопол
- Ивано-Франкивск
- Жешов
- Дрогобич
- Хелм
- Пшемишъл
- Замошч
- Калуш
- Коломия
- Стрий
- Кросно
- Галич